# CERS6
CERS6 (англ. Ceramide synthase 6) – білок, який кодується однойменним геном, розташованим у людей на короткому плечі 2-ї хромосоми.  Довжина поліпептидного ланцюга білка становить 384 амінокислот, а молекулярна маса — 44 890.
| 10         |  | 20         |  | 30         |  | 40         |  | 50         |
| ---------- |  | ---------- |  | ---------- |  | ---------- |  | ---------- |
| MAGILAWFWN |  | ERFWLPHNVT |  | WADLKNTEEA |  | TFPQAEDLYL |  | AFPLAFCIFM |
| VRLIFERFVA |  | KPCAIALNIQ |  | ANGPQIAPPN |  | AILEKVFTAI |  | TKHPDEKRLE |
| GLSKQLDWDV |  | RSIQRWFRQR |  | RNQEKPSTLT |  | RFCESMWRFS |  | FYLYVFTYGV |
| RFLKKTPWLW |  | NTRHCWYNYP |  | YQPLTTDLHY |  | YYILELSFYW |  | SLMFSQFTDI |
| KRKDFGIMFL |  | HHLVSIFLIT |  | FSYVNNMARV |  | GTLVLCLHDS |  | ADALLEAAKM |
| ANYAKFQKMC |  | DLLFVMFAVV |  | FITTRLGIFP |  | LWVLNTTLFE |  | SWEIVGPYPS |
| WWVFNLLLLL |  | VQGLNCFWSY |  | LIVKIACKAV |  | SRGKVSKDDR |  | SDIESSSDEE |
| DSEPPGKNPH |  | TATTTNGTSG |  | TNGYLLTGSC |  | SMDD       |  |            |

A: Аланін

C: Цистеїн

D: Аспарагінова кислота

E: Глутамінова кислота

F: Фенілаланін

G: Гліцин

H: Гістидин

I: Ізолейцин

K: Лізин

L: Лейцин

M: Метіонін

N: Аспарагін

P: Пролін

Q: Глутамін

R: Аргінін

S: Серин

T: Треонін

V: Валін

W: Триптофан

Задіяний у таких біологічних процесах як метаболізм ліпідів, біосинтез ліпідів, альтернативний сплайсинг. 
Білок має сайт для зв'язування з ДНК. 
Локалізований у ядрі, мембрані, ендоплазматичному ретикулумі.